# Оттесен, Джанетт
Джанетт Оттесен (дат. Jeanette Ottesen; род. 30 декабря 1987, Копенгаген, Дания) — датская пловчиха. Многократная чемпионка мира и Европы. Специализируется в плавании вольным стилем и баттерфляем на дистанциях 50 и 100 метров. Лучшая спортсменка Дании по итогам 2011 года.
Дебютировала в составе сборной страны на Олимпийских играх 2004, также выступала на 2008, 2012, 2016 Олимпийских играх.
В 25-метровом бассейне, на чемпионате Европы в декабре 2019 года, стала бронзовым призёром на дистанции 50 метров баттерфляем, показав время 25,15 и уступив победительнице Мелани Хеники 0,59 секунды.